# Pauley Perrette
Pauley Perrette (New Orleans, Louisiana, 1969. március 27. –) amerikai színésznő, énekesnő.
Ismertebb szerepei közé tartozik Abigail Sciuto az NCIS című televíziós sorozatban.

## Fiatalkora és családja
Pauley Perrette New Orleansben született. Egyetemi diplomáját kriminológiából kapta meg, de szociológiát és pszichológiát is tanult. Pauley teljesen megszállott volt a törvényszéki tudomány tanulásával kapcsolatban. Los Angelesben él. Egy lánytestvére van. Édesanyja 2002-ben elhunyt. A testvére Tennessee-ben, az édesapja Alabamában él.

## Zenei pályafutása
2002-ben alapított egy lánybandát Los Angeles-ben, a Lo-Ball-t. Egy lemezük jelent meg eddig, de kiadója még mindig van.

## NCIS
NCIS-es karaktere hasonlít Pauley igazi énjéhez. 2003-ban, a sorozat indulásakor kezdett el szerepelni benne mint törvényszéki specialista, de az NCIS pilot epizódjainak mondható két JAG-részben is szerepelt. Pauley a valós életben is kriminológiát tanult, és törvényszéki specialista, bár inkább színészkedik.

## Filmográfia

### Film
| Év   | Magyar cím                                          | Eredeti cím                                 | Szerep                  | Magyar hang     |
| ---- | --------------------------------------------------- | ------------------------------------------- | ----------------------- | --------------- |
| 1997 | A csók íze                                          | The Price of Kissing                        | Renee                   |                 |
| 2000 |                                                     | Civility                                    | Carolyn                 |                 |
| 2000 | Majdnem híres                                       | Almost Famous                               | Alice Wisdom            |                 |
| 2001 |                                                     | My First Mister                             | Bebe                    |                 |
| 2002 | A kör                                               | The Ring                                    | Beth                    | Pikali Gerda    |
| 2002 | Vörös égbolt                                        | Red Skies                                   | Patty Peirson           | Kiss Eszter     |
| 2002 |                                                     | Hungry Hearts                               | Cokie Conner            |                 |
| 2003 |                                                     | Ash Tuesday                                 | Gina Mascara            |                 |
| 2003 | Mackótestvér                                        | Brother Bear                                | Medvelány (hangja)      | Zakariás Éva    |
| 2005 |                                                     | Potheads: The Movie                         | LuLu                    |                 |
| 2008 |                                                     | The Singularity Is Near                     | Ramona                  |                 |
| 2010 |                                                     | Satan Hates You                             | Marie Flowers           |                 |
| 2012 |                                                     | I Am Bad                                    | anya                    |                 |
| 2012 | Superman szemben az Elitekkel                       | Superman vs. The Elite                      | Lois Lane (hangja)      | Bánfalvi Eszter |
| 2015 | Scooby-Doo! és a Kiss: A nagy rock and roll rejtély | Scooby-Doo! and Kiss: Rock and Roll Mystery | Delilah Domino (hangja) | Náray Erika     |

Egyéb filmek
- 1998: Hand on the Pump (rövidfilm) – Hi-Girl
- 1998: Hoofboy (rövidfilm) – ismeretlen szerep
- 2004: Cut and Run (rövidfilm) – Jolene
- 2004: A Moment of Grace (rövidfilm) – Dr. Grace Peters
- 2011: Pride (rövidfilm) – Angela
- 2013: Citizen Lane (dokumentumfilm) – önmaga; forgatókönyvíró, filmrendező és vezető filmproducer

### Televízió
| Év         | Magyar cím                          | Eredeti cím                    | Szerep                   | Megjegyzések                                                       |
| ---------- | ----------------------------------- | ------------------------------ | ------------------------ | ------------------------------------------------------------------ |
| 1994       |                                     | Magical Make-Over              | Shannon                  | 1 epizód                                                           |
| 1996       | Frasier – A dumagép                 | Frasier                        | pincérnő                 | 2 epizód                                                           |
| 1996–97    |                                     | Murder One                     | Gwen                     | főszereplő (2. évad)                                               |
| 1997       | A kiválasztott – Az amerikai látnok | Early Edition                  | Theresa Laparco          | 1 epizód                                                           |
| 1998       |                                     | That's Life                    | Lisa                     | főszereplő (6 epizód)                                              |
| 1998       |                                     | The Naked Truth                | Ilana                    | 1 epizód                                                           |
| 1998       |                                     | The Drew Carey Show            | Darcy                    | 4 epizód                                                           |
| 1999       | Batman of the Future                | Batman Beyond                  | rendőr / Dottie (hangja) | 1 epizód                                                           |
| 1999       |                                     | Jesse                          | Gwen                     | 3 epizód                                                           |
| 1999       |                                     | Veronica's Closet              | Nicole                   | 1 epizód                                                           |
| 1999–2000  |                                     | Time of Your Life              | Cecilia Wiznarksi        | főszereplő (19 epizód)                                             |
| 2001       |                                     | Smash                          | Charley                  |                                                                    |
| 2001       |                                     | Dead Last                      | Erica                    | 1 epizód                                                           |
| 2001       |                                     | Philly                         | Angela                   | 1 epizód                                                           |
| 2001       | Dawson és a haverok                 | Dawson's Creek                 | Rachel Weir              | 2 epizód                                                           |
| 2001       |                                     | The American Shame             | nem szerepel             | társproducer                                                       |
| 2001–02    | Rémvadászok                         | Special Unit 2                 | Alice Cramer             | visszatérő szereplő (4 epizód)                                     |
| 2002       | 24                                  | 24                             | Tanya                    | 2 epizód                                                           |
| 2002       | A hetedik érzék                     | Haunted                        | Nadine                   | 1 epizód                                                           |
| 2003       | CSI: A helyszínelők                 | CSI: Crime Scene Investigation | Candeece                 | 1 epizód                                                           |
| 2003       | JAG – Becsületbeli ügyek            | JAG                            | Abigail Sciuto           | 2 epizód                                                           |
| 2003–18    | NCIS                                | NCIS                           | Abigail Sciuto           | - főszereplő - 1–15. évad (352 epizód) - magyar hangja: Böhm Anita |
| 2009       | NCIS: Los Angeles                   | NCIS: Los Angeles              | Abigail Sciuto           | 2 epizód                                                           |
| 2014, 2016 | NCIS: New Orleans                   | NCIS: New Orleans              | Abigail Sciuto           | 2 epizód                                                           |
| 2017       |                                     | When We Rise                   | Robin                    | minisorozat (1 epizód)                                             |
| 2020       |                                     | Broke                          | Jackie                   | főszereplő (13 epizód)                                             |